# Ланруст
Ланру̀ст (на уелски: Llanrwst, на уелски се произнася по-близко до Хланруу̀ст, ɬanˈruːst) е град в Северен Уелс, графство Конуи. Разположен е около река Конуи на около 60 km югозападно от английския град Ливърпул. На 21 km на север от Ланруст е главният административен център на графството Конуи. Има жп гара. Населението му е около 3000 жители според данни от преброяването през 2001 г.